# Воронова, Мария Ивановна
Мария Ивановна Воронова (19 июля 1937, Покровское, Калининская область, РСФСР, СССР — 14 февраля 2023, Тверь, Россия) — советский передовик производства. Прессовщица-оператор Калининского комбината строительных материалов № 2 производственного объединения «Калининстройматериалы» (Калининская область). Полный кавалер ордена Трудовой славы (1983, 1977, 1974), лауреат Государственной премии СССР.

## Биография
Родилась 19 июля 1937 году в селе Покровское Старицкого района Калининской области в крестьянской семье. По происхождению — русская. Образование неполное среднее. В юности вместе с мамой работала на колхозной ферме дояркой. Выйдя замуж, переехала в город Калинин.
В 1965 году пришла работать на комбинат строительных материалов № 2, где быстро освоила профессию прессовщицы. Со временем стала рабочей высокой квалификации, применяла передовые методы труда, умело использовала мощности оборудования. Творческое отношение помогло разработать такой алгоритм действий, при котором ей удавалось максимально эффективно использовать время и собственные силы. Производственные показатели неуклонно росли и к началу 70-х годов она уверенно опережала свою старшую подругу Героя Социалистического Труда Антонину Тимофеевну Шарапову. О молодой прессовщице заговорила вся страна и на комбинат приезжали делегации со всего СССР изучать и перенимать передовой опыт.
Указом Президиума Верховного Совета СССР от 21 апреля 1974 года Воронова Мария Ивановна награждена орденом Трудовой славы 3-й степени.
Указом Президиума Верховного Совета СССР от 12 мая 1977 года Воронова Мария Ивановна награждена орденом Трудовой славы 2-й степени.
В начале 1980-х М. И. Воронова одна обслуживала сразу три пресса. И вместо плановых 26 тысяч штук кирпича вырабатывала за смену 62 тысячи. Сменные задания систематически выполняла на 200—220 %. За достижение высоких производственных показателей присуждена Государственная премия СССР. Выступила инициатором соревнования под девизом «За пятилетку — две пятилетки».
Указом Президиума Верховного Совета СССР от 7 января 1983 года за самоотверженный высокопроизводительный труд, большие успехи, достигнутые во Всесоюзном социалистическом соревновании в ознаменование 60-летия образования Союза ССР, долголетнюю безупречную работу на одном предприятии Воронова Мария Ивановна награждён орденом Трудовой Славы 1-й степени. Стала полным кавалером ордена Трудовой славы.
Вела большую общественную работу и в качестве депутата областного совета четырёх созывов. Была делегатом 26-го съезда КПСС. Участвовала во Всесоюзном конгрессе женщин. Работал на предприятии до выхода на пенсию.
Жила в городе Тверь. Скончалась 14 февраля 2023 года.

## Награды
Награждена орденами Трудовой Славы 1-й, 2-й и 3-й степеней, медалями.